# 北山村 (福岡県)
北山村（きたやまむら）は、福岡県八女郡にあった村。現在の八女市の一部。

## 地理
矢部川中流の左岸に位置していた。
- 山：飛形山[1]

## 歴史
- 1889年（明治22年）4月1日 - 町村制の施行により、上妻郡北山村が単独で村制施行し、北山村が発足[1][2]。大字は編成しなかった[1]。
- 1896年（明治29年）4月1日 - 郡の統合により八女郡に所属[1][3]。
- 1955年（昭和30年）4月1日 - 八女郡光友村、白木村、辺春村と合併して立花町を新設し廃止された[1][2]。

## 教育

### 小学校
- 1892年（明治25年） - 北山尋常小学校開設[1]
- 1911年（明治44年） - 北山尋常高等小学校となる[1]。